# Crotta d’Adda
Crotta d’Adda (lombardul: Cròta d'Ada) település Olaszországban, Lombardia régióban, Cremona megyében. Lakosainak száma 610 fő (2023. január 1.). Crotta d’Adda Acquanegra Cremonese, Castelnuovo Bocca d’Adda, Grumello Cremonese ed Uniti, Maccastorna, Meleti, Pizzighettone, Spinadesco, Cornovecchio és Monticelli d’Ongina községekkel határos.

## Népesség
A település lakossága az elmúlt években az alábbi módon változott:
| Lakosok száma | 669  | 641  | 639  | 610  |
|               | 2013 | 2017 | 2018 | 2023 |